# 5 (cifră)
5 (cinci) este o cifră, un număr, un numeral și o glifă. Este numărul natural care urmează cifrei și numărului 4 și precede cifra și numărul 6. Cinci este singurul număr prim care se termină în 5, restul numerelor care se termină cu cifra 5 fiind divizibile cu 5.

## Matematică
- Este un număr prim factorial; 5 = 3! − 1.[1]
- Este un număr harshad în baze mai mari ca 4.[2][3]
- Este un număr intangibil.[4][5]
- Este un număr autopomorfic. Este o cifră al cărei pătrat se "termină" cu același număr ca rădăcina. De exemplu, 52 = 25, 762 = 5776.

### Sisteme de numerație
- În Sistemul binar, reprezentarea lui 5 este 101
- În Sistemul ternar, reprezentarea lui 5 este 12
- În Sistemul cuaternar, reprezentarea lui 5 este 11
- În orice sistem superior celui cuaternar, reprezentarea lui 5 este 5.
- În Alfabetul arab, ٥‎ (hāʼ) are valoarea numerică 5.
- În Alfabetul grecesc, ε (epsilon) are valoarea numerică 5.
- În Alfabetul ebraic, ה (heh) are valoarea numerică 5.
- În Alfabetul chirilic, Е are valoarea numerică 5.
- În Alfabetul glagolitic,   (dobro) are valoarea numerică 5.
- Caracterul kanji și Caracterul chinezesc pentru cinci sunt ambele 五, iar scrierea sa formală în chineză este 伍 (pinyin wǔ).
- Cifra romană pentru 5 este V, ce provine de la reprezentarea unei palme întinse.
- În Europa și America de Nord marcajul de numărare pentru 5 este .
- În China, Japonia și Coreea marcajul de numărare pentru 5 este .

### Listă de calcule elementare
| Înmulțire                 | 1 | 2  | 3  | 4  | 5  | 6  | 7  | 8  | 9  | 10 |  | 11 | 12 | 13 | 14 | 15 | 16 | 17 | 18 | 19 | 20  |  | 21  | 22  | 23  | 24  | 25  |  | 50  | 100 | 1000 |
| ------------------------- | - | -- | -- | -- | -- | -- | -- | -- | -- | -- |  | -- | -- | -- | -- | -- | -- | -- | -- | -- | --- |  | --- | --- | --- | --- | --- |  | --- | --- | ---- |
| {\displaystyle 5\times x} | 5 | 10 | 15 | 20 | 25 | 30 | 35 | 40 | 45 | 50 |  | 55 | 60 | 65 | 70 | 75 | 80 | 85 | 90 | 95 | 100 |  | 105 | 110 | 115 | 120 | 125 |  | 250 | 500 | 5000 |

| Împărțire               | 1   | 2   | 3                                 | 4    | 5 | 6                                  | 7                                                    | 8     | 9                                 | 10  |  | 11                                               | 12                                  | 13                                                   | 14                                                    | 15                                |
| ----------------------- | --- | --- | --------------------------------- | ---- | - | ---------------------------------- | ---------------------------------------------------- | ----- | --------------------------------- | --- |  | ------------------------------------------------ | ----------------------------------- | ---------------------------------------------------- | ----------------------------------------------------- | --------------------------------- |
| {\displaystyle 5\div x} | 5   | 2.5 | {\displaystyle 1.{\overline {6}}} | 1.25 | 1 | {\displaystyle 0.8{\overline {3}}} | {\displaystyle 0.{\overline {7}}1428{\overline {5}}} | 0.625 | {\displaystyle 0.{\overline {5}}} | 0.5 |  | {\displaystyle 0.{\overline {4}}{\overline {5}}} | {\displaystyle 0.41{\overline {6}}} | {\displaystyle 0.{\overline {3}}8461{\overline {5}}} | {\displaystyle 0.3{\overline {5}}7142{\overline {8}}} | {\displaystyle 0.{\overline {3}}} |
| {\displaystyle x\div 5} | 0.2 | 0.4 | 0.6                               | 0.8  | 1 | 1.2                                | 1.4                                                  | 1.6   | 1.8                               | 2   |  | 2.2                                              | 2.4                                 | 2.6                                                  | 2.8                                                   | 3                                 |

| Exponențiere            | 1 | 2  | 3   | 4    | 5    | 6     | 7     | 8      | 9       | 10      |  | 11       | 12        | 13         |
| ----------------------- | - | -- | --- | ---- | ---- | ----- | ----- | ------ | ------- | ------- |  | -------- | --------- | ---------- |
| {\displaystyle 5^{x}\,} | 5 | 25 | 125 | 625  | 3125 | 15625 | 78125 | 390625 | 1953125 | 9765625 |  | 48828125 | 244140625 | 1220703125 |
| {\displaystyle x^{5}\,} | 1 | 32 | 243 | 1024 | 3125 | 7776  | 16807 | 32768  | 59049   | 100000  |  | 161051   | 248832    | 371293     |

## Evoluția glifei 5
Deși în majoritatea fonturilor moderne forma caracterului 5 are un ascendent, în fonturi cu cifre, caracterul are, de obicei, un descendent, ca în .

## Știință
- Aproape toți amfibienii, reptilele, și mamiferele care au degete, au câte cinci la fiecare extremitate a membrelor.
- Numărul atomic al borului.
- Cea mai mică masă atomică (suma protonilor și a neutronilor) pentru care nu există izotopi stabili pentru niciun element.
- Numărul de anexe ale celor mai multe stele de mare, care le demonstrează pentamerismul.
- Cele mai distructive uragane cunoscute sunt clasate în Nivelul 5 pe scara Saffir-Simpson de măsurare a intensității uraganelor.
- Cea mai distructivă tornadă este clasata în F-5 pe scara Fujita de măsurare a pagubelor produse de tornade.

### Astronomie
- Obiect Messier M5, un roi stelar de magnitudinea 7.0 din constelația Serpens.
- Obiectul NGC 5 este o galaxie spirală de magnitudine 13 în constelația Andromeda.
- Cifra romană V simbolizează pitice albe în schema de clasificare spectrală Yerkes.
- Cifra romană V semnifică (de obicei) al cincilea satelit descoperit al unei planete sau planete minore (de exemplu Jupiter V)
- Numărul Arhivat în 5 aprilie 2004, la Wayback Machine. Saros a seriei de eclipse lunare ce a început pe 8 Octombrie -2581 și s-a terminat pe Martie 24 -1084. Durata seriei Saros 5 a fost de 1496.5 ani și a cuprins 84 de eclipse.
- Numărul Arhivat în 8 august 2002, la Wayback Machine. Saros a seriei de eclipse lunare ce a început pe 4 Aprilie 2720 î.Hr. și s-a terminat pe 24 Mai 1422 î.Hr. Durata seriei Saros 5 a fost de 1298.1 ani și a cuprins 73 eclipse.

## Tehnologie

codul de identificare al rășinii, folosit în reciclare.

- 5 este în general numărul de viteze al unui automobil cu transmisie manuală.

## Alte domenii
- După 5 ani de căsătorie este aniversată nunta de lemn.[6]

- Cele 5 simțuri.

Semnalul maritim internațional pentru 5

- Cele 5 organe ale animalelor sunt rinichi, inimă, plămân, splină și ficat.
- Cele 5 diacritice din limba română sunt ă, â, î, ș și ț.
- Cele 5 gusturi de bază sunt dulce, sărat, acru, amar și umami.
- Numărul de puncte dintr-o pentagramă.
- No. 5 este numele convențional al parfumului creat de Coco Chanel.
- Comitetul de Cinci a fost delegat pentru a concepe Declarația de independență a Statelor Unite ale Americii